# Équipe de Chine de football à 5
Maillots
L'équipe de Chine de football à 5 est une sélection des meilleurs footballeurs chinois handisport, constituée sous l'égide de la Fédération de Chine de football.

## Effectif actuel
Pour les Jeux paralympiques 2012 stats 
| Numéro / Nom       | Numéro / Nom    | Équipe actuelle | Date de naissance | J.              | Football        |                 |                 |                 |
| Gardiens de but    | Gardiens de but | Gardiens de but | Gardiens de but   | Gardiens de but | Gardiens de but | Gardiens de but | Gardiens de but | Gardiens de but |
| ------------------ | --------------- | --------------- | ----------------- | --------------- | --------------- | --------------- | --------------- | --------------- |
| 1                  | Huachu Xu       | Fujian          | 4.5.1991          | 1               | 0               |                 |                 |                 |
| 12                 | Lei Niu         | Hebei           | 19.8.1987         | 0               | 0               |                 |                 |                 |
| Défenseurs         |                 |                 |                   |                 |                 |                 |                 |                 |
| 2                  | Kai Gao         | Fujian          | 26.1.1987         | 0               | 0               |                 |                 |                 |
| 5                  | Xiaoqiang Li    | Yunnan          | 17.4.1982         | 1               | 1               |                 |                 |                 |
| 8                  | Lijing Zhang    | Liaoning        | 25.8.1994         | 1               | 0               |                 |                 |                 |
| Milieux de terrain |                 |                 |                   |                 |                 |                 |                 |                 |
| 3                  | Shanyong Chen   | Jiangsu         | 29.1.1988         | 1               | 0               |                 |                 |                 |
| 9                  | Zhoubin Wang    | Fujian          | 14.10.1989        | 1               | 0               |                 |                 |                 |
| Attaquants         |                 |                 |                   |                 |                 |                 |                 |                 |
| 6                  | Dongdong Lin    | Fujian          | 12.5.1990         | 1               | 0               |                 |                 |                 |
| 10                 | Wenfa Zheng     | Liaoning        | 2.12.1991         | 1               | 2               |                 |                 |                 |
| 11                 | Yafeng Wang     | Fujian          | 25.3.1990         | 1               | 1               |                 |                 |                 |
| Sélectionneur      |                 |                 |                   |                 |                 |                 |                 |                 |
|                    | Junjie Dong     |                 |                   |                 |                 |                 |                 |                 |